# 蘭基斯特角
蘭基斯特角（英語：Cape Lankester），是南極洲的海岬，位於維多利亞地的希拉里海岸，處於羅斯冰架西側，是馬洛克灣入口處的南部，由英國探險隊發現，現時由南極條約體系管理。